# Hugh Roy Cullen
acionado
Hugh Roy Cullen (3 de julio de 1881 - 4 de julio de 1957) fue un industrial y filántropo estadounidense. Cullen estuvo muy relacionado con la industria petrolera, fue un gran colaborador e impulsor de la Universidad de Houston y durante mucho tiempo fue presidente de la junta de regentes de la universidad. Es considerado una de las figuras más importantes de Texas durante la era del boom petrolero.

## Biografía

### Primeros años
Cullen creció en San Antonio con su madre y sus hermanos; su padre había abandonado a la familia cuando Roy tenía sólo cuatro años. Un intento equivocado de secuestro por parte de su padre un par de años más tarde llevó a Roy más cerca de su madre, que fue sacudida por el suceso. Roy vivió su infancia en la pobreza. Abandonó la escuela en el quinto grado para trabajar en una fábrica de dulces para ayudar a su madre a pagar las cuentas. A los dieciséis años, se dirigió a Dallas, donde intentó reconciliarse con su padre enfermo. Después de que esto resultó un fracaso, intentó alistarse en el ejército, que reclutaba jóvenes para luchar en la Guerra Hispano-Americana. Roy fue rechazado después de que su padre delatara su edad.
Buscando un camino para su vida, se mudó con su media hermana y su esposo a Schulenburg, Texas, donde encontró un trabajo en una oficina de comercio de algodón. A los dieciocho años, se dedicó a la compra de algodón, una posición que le llevó a adquirir algodón a los agricultores para que la empresa, Ralli Brothers, pudiera revenderlo con beneficios. Finalmente aceptó un trabajo en una empresa de Houston y fue enviado a Mangum, Oklahoma, donde vivía su padre recuperándose. Después de casarse con Lillie Cranz, su novia durante cinco años, continuó trabajando como corredor de algodón independiente, pero buscó una nueva empresa después de perder sus ahorros en el Panic de 1907. Descubrió que Houston estaba buscando muchos negocios de envío y Roy pensó que el lugar estaba listo para la oportunidad. Reubicó a su familia allí en 1911 y centró sus esfuerzos en aprender el negocio de los bienes raíces. Sin embargo, después de cuatro años de malos resultados, Roy volvió a tener mala suerte.

### El negocio del petróleo
En 1915, Roy conoció a Jim Cheek, un exitoso empresario del sector inmobiliario en Houston cuya oficina estaba cerca de Roy's. Cheek divulgó a Roy su plan de entrar en la arriesgada, pero pujante, industria petrolera. Ninguno de los dos tenía experiencia previa con el petróleo, pero decidieron seguir adelante con la empresa. Roy trabajó y viajó con Cheek durante los siguientes cinco años, comprando contratos de arrendamiento de tierras en el centro y oeste de Texas, 43 en total. Con los 250.000 dólares de los inversores, se construyeron tres plataformas petrolíferas, pero las tres resultaron infructuosas. De vuelta en Houston, Lillie se quejaba a Roy de que viajaba demasiado y no pasaba suficiente tiempo con su familia. En un esfuerzo por mover su empresa más cerca de casa, Roy decidió buscar petróleo por su cuenta y más cerca de Houston. En los primeros días de la exploración petrolera, la creekología era el método común para encontrar sitios de perforación, un método que implicaba la búsqueda de ciertas características geológicas superficiales que podían indicar un campo petrolero. Por lo general, una cúpula de sal sería una señal esperanzadora. Roy sabía de uno que sentía que era prometedor, y estaba en el viejo campo petrolero de Pierce Junction dentro de los límites de la ciudad de Houston. Sin embargo, no perforaba cerca del centro como lo habían hecho los perforadores anteriores; Roy tenía la corazonada de que en las afueras de la cúpula de sal, donde se sumergía en el suelo, era donde se podía encontrar petróleo. Consiguió una inversión de $40,000 con la ayuda del juez R. E. Brooks y junto con $20,000 de sus propios ahorros, Roy compró un contrato de arrendamiento de la tierra a Gulf Oil. Contrató al hijo del juez Brooks, Emory, para hacer el trabajo de perforación y después de algunos retrasos, la perforación comenzó en el lugar que Roy había elegido. Terminó siendo un "efusor" y producía 2.500 barriles de petróleo al día. Los inversionistas de Roy quedaron impresionados y la mayoría decidió financiar otros sitios de perforación. Los otros tres sitios perforados quedaron secos, pero los inversionistas aun así obtuvieron el 300% de los beneficios del pozo de petróleo inicial.
Después de varios pozos petroleros fallidos, Roy revaluó cómo se estaba perforando; se dio cuenta de que el petróleo no se estaba perforando a más de 4.000 metros bajo la superficie, más allá de lo cual había arenas ricas en petróleo. Decidió ir a sus inversores con un plan para llegar a estas arenas, conocidas como las arenas del frío. Perforaría más profundamente en el suelo, a pesar de los problemas técnicos y el mayor costo, para llegar a los grandes yacimientos de petróleo. Los inversores se arriesgaron, y el resultado fue el segundo chorro de Pierce Junction, dando a Roy su confianza de nuevo y estableciéndolo como un respetable petrolero.
Uno de los inversionistas originales de Roy, Jim West, un maderero de Texas de gran éxito, se acercó a él con una oferta para asociarse con Roy para dirigir la Western Production Company de West. West puso 3.000.000 de dólares sobre la mesa y le prometió a Roy el título de presidente y el cargo completo de la compañía si aceptaba. Después de una semana de ignorar la oferta de West, Roy la rechazó, pero propuso un nuevo arreglo: Roy pondría 5.000 dólares y West los igualaría. Cuando se le preguntó por qué esa oferta era mejor que $3,000,000 por adelantado, Roy dijo que con su arreglo, no estaría trabajando para West.
Los socios se peleaban sobre dónde perforar sus acres en busca de petróleo. Una de estas cúpulas de sal, la cúpula de Blue Ridge, había sido perforada previamente por West, pero Roy insistió en perforar sus flancos. El pozo resultante trajo 60.000 barriles de petróleo al día. Roy tuvo fortunas similares perforando el perímetro del viejo Humble Field, defendiendo una capa problemática de roca de esquisto a 3,500 pies por debajo de la superficie, llegando eventualmente a la rica arena de Yegua, rica en petróleo. También en este sitio, Roy mostró su enfoque característico de su trabajo en el que dirigía con el ejemplo en lugar de a distancia; dirigió la disputa de una tubería errante para la admiración de la tripulación.
Disfrutó del éxito de su negocio hasta los cincuenta años.

### Vida personal y filantropía
Cullen se casó con Lillie Cranz en 1902 y tuvo cinco hijos: Roy Gustav, Lillie, Agnes, Margaret y Wilhelmina.
En 1938, los Cullen hicieron una contribución para construir el edificio Roy Gustav Cullen en el nuevo campus de la Universidad de Houston. Continuó haciendo grandes donaciones a la universidad a lo largo de su vida. La Fundación Cullen sigue siendo un gran contribuyente a la escuela.
Cullen había sido demócrata en sus primeros años de vida, pero apoyó a Herbert Hoover y a otros republicanos después de 1929, debido a la creencia de que el Partido Demócrata era, a nivel nacional, el partido de la política de la máquina y el socialismo, etiquetando las políticas de FDR como el "Trato Judío". Además, criticó a su compatriota Jesse H. Jones, líder de Houston. También fue en un momento dado partidario del movimiento Dixiecrat:
"Aunque Cullen ayudó al movimiento Dixiecrat en 1948, normalmente apoyó a los candidatos republicanos, particularmente a Dwight D. Eisenhower en 1952." - Manual de Texas En línea
En 1946, donó el terreno que más tarde se convertiría en la Texas Southern University.
En 1947, los Cullen crearon la Fundación Cullen. A finales de 1954, menos de tres años antes de su muerte, la fortuna de Cullen se estimó en 200-300 millones de dólares.
Cullen es el abuelo del magnate del carbón Corbin Robertson, Jr.